# 凱霍斯魯三世
凱霍斯魯三世（阿拉伯語、波斯語：غياث الدين كيخسرو بن قلج ارسلان、Ghīyāth al-Dīn Kaykhusraw bin Qilij Arslān；土耳其語：III. Gıyaseddin Keyhüsrev）在1265年就任魯姆蘇丹國蘇丹時年僅兩至六歲之間。他是基利傑阿爾斯蘭四世的兒子，是塞爾柱君主當中的較為弱勢的一名，當時的政局被權臣佩瓦內·穆爾因丁·蘇萊曼所控制。
佩瓦內與基利傑阿爾斯蘭四世不和，伊兒汗國可汗阿八哈授權佩瓦內處理土耳其人的政務，佩瓦內在1265年勒死基利傑阿爾斯蘭四世。凱霍斯魯三世成為有名無實的君主。政務先經佩瓦內及魯姆蘇丹國的蒙古維齊爾薩希卜·阿塔之手，凱霍斯魯三世不能參與政事。1283年，凱霍斯魯三世被蒙古人康吉爾塔伊拉攏，康吉爾塔伊向新任的伊兒汗國君主貼古迭兒發動叛亂。1284年3月，凱霍斯魯三世被處決，他是最後一任被葬在科尼亞阿拉丁清真寺（Alaeddin Camii）王朝陵墓的塞爾柱蘇丹。
凱霍斯魯三世的王座是木刻品的典範，現時收藏在安卡拉民俗博物館（Ethnography Museum of Ankara），此前收藏在安卡拉的克孜勒清真寺。